# Левендальдер

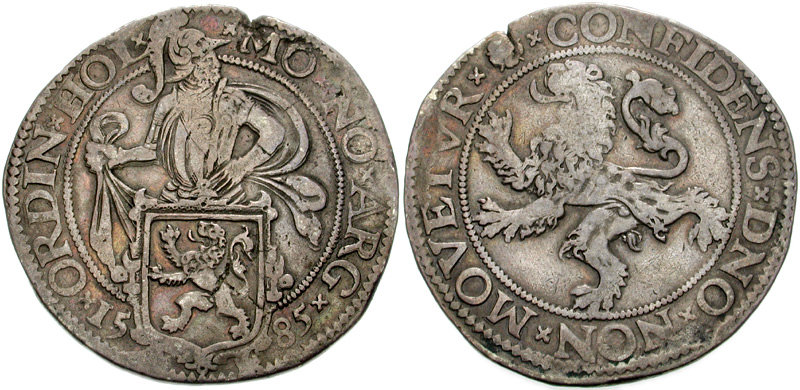
Левендальдер 1585 року

Левендальдер, або левковий талер (нід. Leeuwen-daalder), — срібна монета, що карбувалася у Нідерландах. В 1575 році нідерландські провінції, які боролися за незалежність від іспанської корони випустили свою монету: типового в той час срібного талера (в якого на тих землях була назва daalder). Відмінною особливістю його було зображення стоячого на задніх лапах лева — саме за цією ознакою й назвали цю монету левендальдер (левковим талером), який важив 27,648 грам, і мав в собі лише 20,736 г срібла.
Карбувалася з 1606 по 1700 роки у Фрисландії, а на теренах сьогоднішнього Бенілюксу з 1643 по 1649 роки. В ті часи серед простого люду були поширені назви левовий долар, срібний талер, срібний левовий долар. Голландські купці вважали за вигоду сплачувати зовнішні боргові заощадження саме цими монетами, навзамін дорожчим та вартіснішими (по вмісту срібла/золота) монетами.
Від цієї монети походять назви сучасних валют Болгарії (див. Болгарський лев), Румунії (Румунський лей) та Молдови (Молдовський лей).

## Буковинські назви Лев, Леу
1) з 1577 — буковинська назва левкового талера (див. також Левендаальдер);
2) з 1650-х рр. — буковинська назва всіх типів талерів;
3) наприкінці 17 ст. левами («новими левами») позначали турецькі куруші, що замінили талери;
4) з часів австрійської анексії Буковини (1774) — назва австрійських гульденів, що мали приблизно таку ж вагу, як і турецькі куруші. У той час такі означення, як «леви биті», «леви готові», «леви добрі», «леви німецькі», «леви імператорські», «леви турецькі», вказували на тип монет: карбовані, готівкою, високоякісні, німецькі, австрійські, турецькі, а назви «лев грошей готових, добрих» тощо — на відповідну сукупність дрібніших монет;

5) після реформи 1857 — назва флорина часів австрійської валюти (1857–92); останній після запровадження золотої кронової валюти (1892) співвідносився за обмінним курсом з банкнотою чи зі срібною монетою у 2 крони.

## Опис
- Найменування → Дальдер
- Металу → Срібло.750
- Діаметр → 40,5 мм
- Товщина → 2,4 мм
- Вага → 27,68 грам
- Вага загальна → 26,9 грам
- Форма → Кругла
- Край → Гладкий